# Морено, Яйро
Яйро Йесид Морено Беррио (англ. Yairo Yesid Moreno Berrío; род. 4 апреля 1995[…], Некокли, Антьокия) — колумбийский футболист, полузащитник клуба «Пачука» и национальной сборной Колумбии.

## Клубная карьера
Морено — воспитанник клуба «Индепендьенте Медельин». 23 марта 2014 года в матче против «Депортиво Кали» он дебютировал в Кубке Мустанга. В начале 2015 года для получения игровой практики Яйро был отдан в аренду в «Ла Экидад». 1 февраля в матче против «Санта-Фе» он дебютировал за новую команду.
В начале 2016 года Морено был отдан в аренду в «Энвигадо». 31 января в матче против бывшего клуба «Ла Экидад» он дебютировал за новый клуб. 19 февраля в поединке против «Патриотас» Яйро забил свой первый гол за «Энвигадо».
В 2017 году Морено вернулся в «Индепендьенте Медельин». 26 февраля в поединке против «Тигрес» Яйро забил свой первый гол за клуб. Летом 2018 года Морено перешёл в мексиканский «Леон». 30 июля в матче против «Монтеррея» он дебютировал в мексиканской Примере. 12 августа в поединке против «Керетаро» Яйро забил свой первый гол за «Леон».